# Tarantella (Stravinski)
Tarantella (1) is een compositie voor piano solo van Igor Stravinski, gecomponeerd in 1898, en opgedragen aan A. Kudnev. Het werk is niet gepubliceerd; het manuscript bevindt zich in de openbare bibliotheek van St. Petersburg.

## Oeuvre
Zie het Oeuvre van Igor Stravinsky voor een volledig overzicht van het werk van Stravinsky.